# Радзивилл, Богуслав

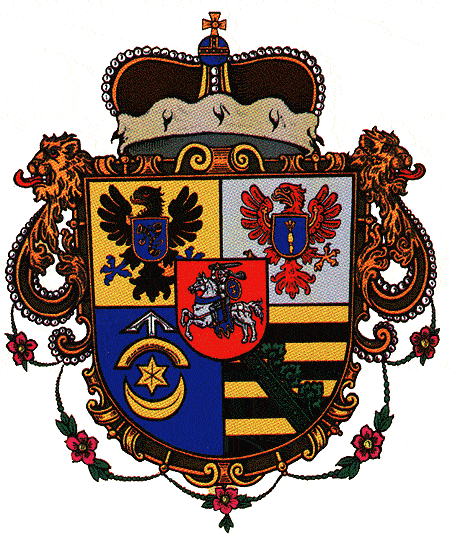
Герб Богуслава Радзивилла

Богу́слав Радзиви́лл (пол. Bogusław Radziwiłł, лит. Boguslavas Radvila; бел.  Багуслаў Радзівіл; 3 мая 1620, Гданьск — 31 декабря 1669, под Кёнигсбергом) — князь Священной Римской империи, магнат, великий хорунжий Великого княжества Литовского (с 1638 года), конюший великий литовский (с 1646 года), староста барский, шведский фельдмаршал, генеральный наместник герцогства Пруссия (Бранденбург-Пруссия; с 1657 года), депутат сейма Речи Посполитой.

## Биография
Богуслав Радзивилл был последним по мужской линии представителем лютеранской линии князей Радзивиллов — биржайской ветви магнатской фамилии Великого княжества Литовского. Правнук великого гетмана литовского Николая Радзивилла «Рыжего». Сын виленского каштеляна Януша Радзивилла и Елизаветы Софии Бранденбургской, дочери маркграфа курфюрста Бранденбурга Иоанна Георга.
Один из потомков короля Польши Казимира IV и великих князей литовских Кейстута и Витовта.
Богуслав Радзивилл был владельцем обширных владений в Литве и Беларуси — Биржи, Кейданы, Невель, Себеж, Копысь, Слуцкого княжества с городами Слуцк, Копыль, Старобин, Дубинки и другие имения.
С 1637 по 1648 годы Богуслав Радзивилл учился за границей, в Германии, Голландии, Англии и Франции. По возвращении на родину получил должность конюшего Великого княжества Литовского.
В 1643—1644 гг. при дворе князя Богуслава Радзивилла находился на службе известный мемуарист Богуслав Казимир Маскевич. На протяжении 32 лет, до самой смерти князя, при его дворе служил и другой известный мемуарист Ян Цедровский.
С 1649 года Богуслав Радзивилл возглавил королевскую гвардию.
Участник сражений с казацкими войсками во время восстания Богдана Хмельницкого 1648—1657 годов.
Во время Русско-польской войны в 1655 году принимал участие в осаде Могилёва и был ответственным за строительство фортификаций Слуцка. В 1661 году в Слуцке построил монастырь бернардинцев.
Известие о вступлении в войну Швеции застало Богуслава Радзивилла в Вильне, где располагалась его летняя резиденция. После шведского вторжения в Польшу вместе со своим двоюродным братом Янушем Радзивиллом он начал переговоры с королём Швеции Карлом X Густавом, направленные на выход Великого княжества Литовского из польско-литовской унии. В 1656 году был подписан Кёнигсбергский договор, по которому возник шведско-литовский союз между королём Швеции Карлом X Густавом и курфюрстом Бранденбурга Фридрихом Вильгельмом. В результате подписания этого договора Богуслав Радзивилл перешёл на сторону шведского короля Карла Х и стал фельдмаршалом Швеции.
За службу бранденбургскому маркграфу Фридриху Вильгельму был назначен наместником (генерал-губернатором) герцогства Прусского. В 1667 г. губернатор Пруссии Богуслав Радзивилл предоставил право служить суперинтендантом лютеранской церкви Великого княжества Литовского известному богослову Яну Казимиру Малине.
Умер в результате инсульта. Похоронен в Кафедральном соборе Кёнигсберга, где до сих пор сохранилось частично его надгробие.

## Семья
Был женат на двоюродной племяннице — дочери двоюродного брата Анне Марии Радзивилл (1640—1667). Имел дочь — Луизу (Людвику) Каролину Радзивилл (1667—1695).

## Образ в литературе
Богуслав Радзивилл — один из персонажей исторического романа Генрика Сенкевича «Потоп», где выведен в качестве отрицательного персонажа, изменника Речи Посполитой и злейшего врага главного героя — Анджея Кмицица. В поставленном по роману одноимённом фильме его роль исполнил Лешек Телешиньский.
Появляется в романе Генрика Сенкевича Пан Володыёвский в качестве участника и кандидата на выборах короля Речи Посполитой 1668 года.